# Останній джентльмен
Останній джентльмен (англ. The Last Gentleman) — американська кінокомедія режисера Сіднея Ленфілда 1934 року.

## Сюжет
У Новій Англії близько 1933 року, Кабот Барр закликає своїх родичів в родовий маєток для поминальної служби за племінницею, яка зникла безвісти і вважається загиблою.

## У ролях
- Джордж Арлісс — Кабот Барр
- Една Мей Олівер — Августа Прітчард, сестра Кабота
- Джанет Бічер — Хелен Барр, дочка Кабота
- Шарлотта Генрі — Марджорі Барр
- Ральф Морган — Генрі Лорінг, адвокат Кабота
- Едвард Елліс — Клод, дворецький Кабота
- Френк Альбертсон — Аллан Блейн, прийомний син  Августи
- Рафаела Оттіано — Справедливе Барр, дружин Джадда
- Дональд Мік — Джадд Барр, син Кабота
- Джозеф Которн — доктор Вілсон
- Гаррі Бредлі — професор Шумакер